# Missa brevis n.º 8 (Mozart)
La Missa brevis n.º 8 en do mayor, K. 259, conocida como «Orgelsolomesse» (en alemán, «Misa del solo de órgano») es una misa compuesta por Wolfgang Amadeus Mozart probablemente en 1776. Aunque está clasificada como una missa brevis, la inclusión de las trompetas hace que sea considerada una missa brevis et solemnis. La misa debe su sobrenombre «Orgelmesse» u «Orgelsolomesse» al solo de órgano obbligato que aparece al comienzo del Benedictus. Junto con la Misa Credo (KV 257) y la Misa Piccolomini (KV 258), esta es una de las tres misas que Mozart compuso durante los meses de noviembre y diciembre de 1776, todas ellas en la tonalidad de do mayor.

## Estructura
La obra consta de seis movimientos:
1. Kyrie (Andante, do mayor, 4/4)
2. Gloria (Allegro, do mayor, 3/4)
3. Credo (Allegro, do mayor, 4/4)
4. Sanctus (Adagio maestoso, do mayor, 3/4)
—Pleni sunt coeli et terra (Allegro, do mayor, 2/2)
5. Benedictus (Allegro vivace, sol mayor, 3/4)
—Hosanna (Allegro, do mayor, 3/4)
6. Agnus Dei (Adagio, do mayor, 4/4)
—Dona nobis pacem (Allegro, do mayor, 3/4)

Su interpretación suele durar unos 10-15 minutos.

## Instrumentación
Está compuesta para cuatro cantantes solistas (soprano, contralto, tenor y bajo), coro mixto a cuatro voces y una orquesta integrada por violines (I y II), dos oboes, dos clarines (trompetas agudas), tres trombones (colla parte) y bajo continuo.